# 허병찬
허병찬(許炳燦, 1929년 10월 28일~2004년 5월 2일)은 대한민국의 주한 미8군 언더그라운드 클럽 전속 재즈 피아노 연주자였던, 국내 1세대 재즈 음악가이며, 예비역 대한민국 육군 부사관 하사 출신이다.

## 일생

### 생애 초기와 어린 시절
본은 김해(金海)이며, 일제 강점기 조선 시대의 경성부 성동방 상왕십리정에서 아버지(생전에 1907년생)와 어머니(생전에 1908년생)의 사이에서 자녀 3남 1녀(4남매) 가운데 둘째 및 차남(1925년생 형 허병관, 1946년생 여동생 허리규, 1949년생 막내 남동생 허병제)으로 출생하였다. 그 이외에도 직계 친가 친척으로는, 친숙부(생전에 1912년생)와 친숙모(생전에 1917년생)와 그들 내외 사이에 출생한, 두 사촌 동생들(1936년생 사촌 남동생 허병준, 1944년생 사촌 누이동생 허양미)이 있었다. 8세부터 9세 당시의 어린 시절의 허병찬은 1936년에서부터 이듬해 1937년 당시까지 일제 시대 경성왕십리보통학교 1학년과 이듬해 2학년 당시에, 자신이 다니던 동네 개신교 영세 교회에 있던 동금(銅琴, 피아노)의 연주법까지 남의 도움 없이 이미 독학 학습으로써, 1년여만에 동금(피아노)의 연주를 모두 독파 및 터득했다.

### 학력
- 경성왕십리국교 졸업(1942년 3월경)
- 서울경복중고교 졸업(1948년 3월경)
- 서울대학교 법과대학 법학과 학사(1952년 2월경)
- 대한민국 육군보병학교 부사관대상훈련군사교육과정 수료(1953년 5월경)
- 일본 도쿄 대학교 철학과 학사(1961년 3월경)

### 군 생활과 음악 입문
1952년 6월에 대한민국 육군에 하사 입대하였고 이후 주한 미8군 사령부 정훈실에서 복무하다가, 1953년 7월 27일에 계사 종전 협정까지 목도했으며, 1955년 6월에 대한민국 육군 하사로 예편 이후, 같은해 8월에 대한민국 국내 최초의 미8군 재즈 밴드 "AAA(트리플A)"라는 재즈 음악 밴드를 만들어 미8군 무대에서 재즈 피아니스트로 활약하였다.

### 음악 활동
1955년 8월에 미8군 무대에서 재즈 피아니스트 데뷔를 하였으며, 한때 1955년 11월경부터 1956년 7월경까지 국방대학교 정문 앞골목 뒷동네 삼거리에서 8개월간 남짓의 월세 자취를 지내는 등의 곤궁한 처지 속에서도, 일본 도쿄 유학 또한 감행 및 강행함으로써 일본 유학까지 모두 마친 이후 1961년 4월경에 귀국하여, 여러 장의 재즈 음반과 재즈 커버링 편곡 음반을 발표하여 많은 사랑을 받았고, 1988년 3월 18일 마지막 연주회 이후로는 재즈 피아니스트 분야에서 은퇴하였다.

### 은퇴 이후로도 계속된 그의 명성
은퇴 이후로도 아들인 힙합 랩 댄스 음악가 현진영을 비롯하여 후배 음악가인 포크 록 음악가 한대수, 포크 블루스 팝 음악가 이정선, 블루스 록 음악가 엄인호, 팝 발라드 가수 이광조, 권인하, 작사가 겸 기업가 김광수, 록 음악 싱어송라이터 겸 영화배우 전영록, 블루스 록 음악가 김목경, 김형철, 록 음악가 신해철, 일렉트로닉 팝 음악가 윤상, 댄스 음악가 박진영, 이상민 등으로부터 대한민국 1세대 재즈 뮤지션으로서의 존경을 받았다.

### 이외 이력
- 서울예술전문대학 실용음악학과 객원교수(1989년 2월~1990년 2월)
- 추계예술학교 음악학과 외부강사(1989년 8월~1990년 2월)

### 사망
1988년 3월 18일 이후부터 사실상 음악가 분야에서 은퇴한 후로는, 1999년 2월경에서부터 2004년 5월 2일, 5년 남짓을 당뇨 합병증(퇴행성 관절염 및 췌장암과 간세포 암종)으로 투병하다가 76세로 별세하였다. 지난 1983년 사별한 부인(임춘자)과의 약속을 지키다 아내 곁으로 갔다. 참고로써 1973년에 태어난 막내 딸 허정란은 '아버지...... 엄마 만났지요...? 엄마랑 못다한 행복 다 하시고요 엄마한테 안부 좀 보내줘요 저 정란이 잘 있다고요'라고 편지를 띄웠다.
경기도 용인 천주교 공원묘지 묘소에 처음 안장된 그는 아내(임춘자)와 합장되었고, 나중에 인천 소재 인천가족공원 묘소 자연장으로 합동 이장되어 부인 임춘자 여사와 함께 재차 합장되었다.

## 가족 관계
힙합 랩 댄스 음악가 겸 음반 프로듀서 현진영(본명 허현석)의 아버지이기도 하다.
- 본인: 허병찬(許炳燦, 1929년 10월 28일 ~ 2004년 5월 2일)
- 배우자: 임춘자(林春子, 1937년 1월 7일 ~ 1983년 11월 16일, 본관은 나주(羅州))
  - 아들: 현진영(玄鎭英, 본명은 허현석(許賢錫), 힙합 랩 댄스 음악가 겸 음반 프로듀서.)(1971년생)
  - 딸: 허정란(許貞蘭)(1973년생)

## 같이 보기
- 편거영
- 이만희
- 김수용
- 김기덕